# Jürgen Lehmann (Schriftsteller)
Jürgen Lehmann (* 26. Dezember 1934 in Großdubrau/Sachsen) ist ein deutscher Schriftsteller.

## Leben
Der gelernte Werkzeugmacher Jürgen Lehmann studierte von 1954 bis 1958 in Leipzig Germanistik und war anschließend als Lektor tätig. Von 1986 bis 1991 lehrte er am Institut für Literatur Johannes R. Becher in Leipzig die Fächer Stilistik und Prosa.
Jürgen Lehmann veröffentlichte Erzählungen und Romane, Hörspiele und Features. Er lebt als freischaffender Schriftsteller in Leipzig.

## Werke (Auswahl)
- Begegnung mit einem Zauberer (Mitteldeutscher Verlag, Halle/S., 1976)
- Strandgesellschaft (Mitteldeutscher Verlag, Halle/S., 1980)
- Hochzeitsbilder (Mitteldeutscher Verlag, Halle/S., 1984)
- Brief aus Hamburg, Roman (Peter-Segler-Verlag, Freiberg/Sachsen, 1999, ISBN 3-931445-62-3)

## Hörspiele (Auswahl)
- 1997: Brötchen holen – Regie: Barbara Plensat (Original-Hörspiel – MDR)
- 1998: Habenichts-Legende – Regie: Jürgen Dluzniewski (Originalhörspiel – SFB/ORB)

## Auszeichnungen
- Förderpreis für junge Autoren des Mitteldeutschen Verlages und des Institutes Johannes R. Becher, 1977
- Kunstpreis der Stadt Leipzig, 1982